# Park Sung-hoon
Park Sung-hoon (Gwacheon, 18 febbraio 1985) è un attore sudcoreano.

## Carriera
Ha iniziato la sua carriera da attore con un ruolo da comparsa nel film Ssanghwajeom (2008). Ha guadagnato fama grazie alle opere teatrali Oktapbang go-yang-i, The History Boys e Model Students. Park ha iniziato ad attrarre l'attenzione con ruoli secondari in Three Days (2014), Yungnyong-i nareusya (2015–2016) e Jiltu-ui hwasin (2016). Attraverso il film Gonji-am (2018) e la serie Hanappun-in naepyeon (2018–2019) ha guadagnato popolarità. Ha ottenuto un ruolo da protagonista nella serie TV Chulsapyo.
Park è meglio conosciuto negli ultimi anni per i suoi ruoli da antagonista nei drama The Glory (2022-2023) e La regina delle lacrime (2024), oltre ad aver interpretato l'ex soldato transgender Cho Hyun-ju nella seconda e terza stagione di Squid Game (2024-2025).

## Filmografia

### Cinema
- Ssanghwajeom (쌍화점?), regia di Ha Yu (2008)
- Jeon Uchi (전우치?), regia di Choi Dong-hoon (2009)
- Gonji-am (곤지암?), regia di Jung Bum-shik (2018)
- High Society (상류사회?), regia di Byun Hyk (2018)
- Cheonmun: Haneur-e munneunda (천문: 하늘에 묻는다?), regia di Heo Jin-ho (2019)
- Yupojadeul (유포자들?), regia di Hong Seok-gu (2022)
- Ji-okmanse (지옥만세?), regia di Im Oh-jung (2023)

### Televisione
- Chonggangne yachaegage (총각네 야채가게?) – serie TV (2011-2012)
- Haereul pum-eun dal (해를 품은 달?) – serie TV (2012)
- Big (빅?) – serie TV (2012)
- Jalnass-eo, jeongmal! (잘났어, 정말!?) – serial TV (2013)
- Three Days (쓰리 데이즈?) – serie TV (2014)
- Yungnyong-i nareusya (육룡이 나르샤?) – serie TV (2015-2016)
- Jiltu-ui hwasin (질투의 화신?) – serie TV (2016)
- Jojak (조작?) – serie TV (2017)
- Nappeun gajokdeul (나쁜 가족들?) – film TV (2017)
- Mad Dog (매드 독?) – serie TV (2017) – cameo
- Heukgisa (흑기사?) – serie TV (2017-2018)
- Rich Man (리치맨?) – serie TV (2018)
- Na-ui heug-yeoksa odapnoteu (나의 흑역사 오답노트?) – film TV (2018)
- Hanappun-in naepyeon (하나뿐인 내편?) – serial TV (2018-2019)
- Justice (저스티스?) – serie TV (2019)
- Psychopath Diary (싸이코패스 다이어리?) – serie TV (2019-2020)
- Chulsapyo (출사표?) – serie TV (2020)
- Joseon gumasa (조선구마사?) – serie TV (2021)
- Huisu (희수?) – film TV (2021)
- Dramaworld – webserie (2021) – cameo
- The Glory (더 글로리?) – serie TV (2022-2023)
- Namnam (남남?) – serie TV (2023)
- Il giorno del rapimento (유괴의 날?) – serie TV (2023)
- Eredità sepolta (선산?) – serie TV (2024)
- La regina delle lacrime (눈물의 여왕?) – serie TV (2024)
- Adeur-i jug-eotda (아들이 죽었다?) – film TV (2024)
- Squid Game (오징어 게임?) – serie TV (2024-2025)